# Fabrizio Guidi
Fabrizio Guidi (Pontedera, 13 april 1972) is een voormalig Italiaans wielrenner.

## Carrière
Guidi begon zijn professionele wielercarrière in 1995 bij de ploeg Navigare-Blue Storm. Een jaar later reed hij zijn eerste grote ronde, de Ronde van Italië. Hierin boekte hij direct succes door zowel het puntenklassement als het Intergiroklassement op zijn naam te schrijven. Het Intergiroklassement zou hij later nog tweemaal winnen, in de Rondes van Italië van 1999 en 2000. In deze beide Giro's behaalde hij bovendien een etappezege.
In 1998 reed Guidi ook een zeer sterke Ronde van Spanje. Hij won hierin drie etappes en het puntenklassement. De meeste zeges in zijn carrière behaalde hij in een sprint.
In maart 2005 stapte Guidi over naar de ploeg Phonak. Later in dat jaar werd hij uit de Ronde van Duitsland gezet wegens een positieve dopingtest. Zijn onmiddellijke schorsing werd een maand later weer opgeheven, toen de contra-expertise negatief bleek. Guidi sloot zijn profcarrière in 2007 af bij Team Barloworld.
Na zijn carrière als wielrenner werd hij ploegleider, eerst bij Nippo-Endeka (2008) en tussen 2011 en 2014 bij Team Saxo-Bank / Tinkoff. In 2015 stapte hij over naar Cannondale.

## Belangrijkste overwinningen
1995
- 8e etappe Ronde van Portugal

1996
- GP Costa degli Etruschi
- GP Kanton Aargau Gippingen
- Ronde van de Drie Valleien
- G.P Industria et Commercio
- G.P Citta di Rio Saliceto-Correggio
- 1e, 3e en 5e etappe Omloop van de Vaucluse
- Eindklassement Omloop van de Vaucluse
- 1e etappe Trofeo dello Stretto
- Eindklassement Trofeo dello Stretto
- 2e etappe Ronde van Puglia
- Eindklassement Ronde van Puglia
- 3e etappe Ronde van Denemarken
- Eindklassement Ronde van Denemarken
- Puntenklassement Ronde van Italië
- Intergiroklassement Ronde van Italië

1997
- 3e etappe deel A Driedaagse van De Panne
- 4e etappe Euskal Bizikleta
- Giro della Valle Aretine
- 2e en 4e etappe Ronde van Portugal

1998
- 4e, 8e en 18e etappe Ronde van Spanje
- Puntenklassement Ronde van Spanje
- 6e etappe Vierdaagse van Duinkerke

1999
- GP Pino Cerami
- 22e etappe Ronde van Italië
- Intergiroklassement Ronde van Italië

2000
- 1e etappe Ronde van Nederland
- 16e etappe Ronde van Italië
- Intergiroklassement Ronde van Italië
- Brussel-Izegem
- 4e etappe Ronde van Lucca

2001
- 8e etappe Parijs-Nice
- 1e etappe Ronde van Romandië
- 1e etappe Ronde van het Waalse Gewest

2002
- 1e etappe Brixia Tour
- Florence-Pistoia

2004
- 2e etappe Ronde van het Waalse Gewest
- 2e etappe Ronde van Denemarken

2005
- 6e etappe Ronde van Oostenrijk

2006
- 7e etappe Ronde van Oostenrijk
- 2e en 4e etappe Ronde van het Waalse Gewest
- Eindklassement Ronde van het Waalse Gewest
- 3e etappe Ronde van Polen

## Resultaten in voornaamste wedstrijden
| Jaar | Ronde van Italië | Ronde van Frankrijk | Ronde van Spanje |
| ---- | ---------------- | ------------------- | ---------------- |
| 1995 |                  |                     |                  |
| 1996 | 62e              |                     |                  |
| 1997 |                  |                     | 84e              |
| 1998 | buiten tijd      | opgave              | 63e (3)          |
| 1999 | 64e (1)          |                     | opgave           |
| 2000 | 94e (1)          |                     |                  |
| 2001 |                  |                     |                  |
| 2002 | opgave           |                     | opgave           |
| 2003 |                  | 103e                | 82e              |
| 2004 |                  |                     |                  |
| 2005 |                  |                     |                  |
| 2006 | opgave           |                     |                  |

| Jaar | Milaan-San Remo | Gent-Wevelgem | Ronde van Vlaanderen | Amstel Gold Race | Ronde van Lombardije | Cyclassics Hamburg | Parijs-Tours |  | WK op de weg |  | Wereldranglijsten |
| ---- | --------------- | ------------- | -------------------- | ---------------- | -------------------- | ------------------ | ------------ |  | ------------ |  | ----------------- |
| 1995 |                 |               |                      |                  | 47e                  |                    |              |  |              |  |                   |
| 1996 |                 |               |                      |                  |                      |                    |              |  | 34e          |  |                   |
| 1997 | 67e             | 8e            | 19e                  |                  |                      |                    |              |  |              |  |                   |
| 1998 | 20e             | 96e           | 26e                  |                  |                      | 20e                |              |  |              |  |                   |
| 1999 | 32e             | 12e           | 33e                  | 18e              |                      | 14e                | 4e           |  |              |  | 20e (UWB)         |
| 2000 |                 |               |                      |                  |                      | 20e                |              |  |              |  |                   |
| 2001 | 43e             |               |                      |                  |                      | 4e                 |              |  |              |  |                   |
| 2002 |                 |               |                      |                  | 62e                  | 18e                | 51e          |  |              |  |                   |
| 2003 | 38e             |               |                      |                  |                      | 34e                | 124e         |  |              |  |                   |
| 2004 | 102e            |               |                      |                  |                      | 8e                 |              |  |              |  |                   |
| 2005 | 19e             |               |                      |                  |                      | 75e                |              |  |              |  | 63e (UPT)         |
| 2006 | 16e             | 115e          |                      |                  |                      |                    |              |  |              |  | 139e (UPT)        |

Wielerploegen van Fabrizio Guidi
Atienza ·
Brasi ·
Cassani ·
Celestino ·
C. Colleoni ·
Crepaldi · 
Gualdi · 
Guerini ·
F. Guidi ·
L. Guidi ·
Jaksche · 
Leblanc ·
Martinello ·
Merckx ·
Rebellin ·
Rokia ·
Sacchi ·
Salvato ·
Valoti ·
M. Colleoni (stagiair) ·
Lunghi (stagiair) ·
Pinotti (stagiair) ·
Zinetti (stagiair) 
Atienza ·
Brasi ·
Cassani ·
Cattai ·
Celestino ·
C. Colleoni ·
Crepaldi · 
Gotti ·
Goubert ·
F. Guidi ·
L. Guidi ·
Lunghi ·
Martinello ·
Nencini ·
Pelliccioli · 
Rebellin ·
Sacchi ·
Salvato ·
Valoti ·
Virenque ·
Zanette ·
Zinetti ·
Zucchi ·
M. Colleoni (stagiair) ·
Cortinovis (stagiair) ·
Sammassimo (stagiair) 
Casar ·
Casper ·
D'Hont ·
Fritsch ·
Guesdon ·
Guidi ·
Gwiazdowski ·
Heulot ·
Høj ·
Jan ·
Ledanois ·
Magnien ·
McGee ·
Mengin ·
Michaelsen ·
Montgomery ·
Nazon ·
Perque ·
Saugrain ·
Schnider ·
Tessier ·
Vogondy ·
Bodo (stagiair) ·
Kern (stagiair) ·
Lhuiller (stagiair) 
Axelsson (tot 01/09) ·
van Bon ·
Bouchard-Hall ·
Chotard (tot 15/09) ·
Cooke ·
Drew ·
Fraser ·
Frischkorn ·
Guidi ·
Horner (tot 15/09) ·
Koerts ·
Landis ·
McRae (tot 31/08) ·
Moninger ·
Peters ·
Pic ·
Sayers ·
Scanlon ·
Stojanov ·
Teterioek ·
Tonkov ·
Van Bondt ·
Van Petegem (tot 12/09) ·
Vansevenant ·
Vogels ·
Wayne ·
Wherry ·
Zajicek ·
Lechuga (stagiair) ·
Tuft (stagiair) ·
Wilson (stagiair) 
Adamsson ·
Aebersold ·
Becke ·
Beltrán ·
Casero ·
Christensen ·
Escartín ·
Garmendia ·
Gianetti ·
Guidi ·
Henrix ·
Hernández ·
Høj ·
Huser ·
Korff ·
Lara ·
Michaelsen ·
Pérez · 
Plaza ·
Radochla ·
Rund ·
Schweda ·
Sjantir ·
Urban ·
von Kleinsorgen ·
Wilhelms ·
Zülle
Adamsson ·
Aebersold (tot 15/05) ·
Becke ·
Beltrán (tot 15/05) ·
Casero ·
Christensen (tot 15/05) ·
García ·
Garmendia ·
Guidi ·
Hernández ·
Korff ·
Lara ·
Liese ·
Pérez (tot 31/03) ·
Plaza ·
Radochla ·
Rund ·
Schweda ·
Steinhauser ·
Teutenberg ·
Ullrich  ·
Urban ·
von Kleinsorgen ·
Wilhelms ·
Zülle (tot 31/03)
Arvesen ·
Bartoli ·
Basso ·
Blaudzun · 
Bruun Eriksen ·
Calvente ·
Christensen ·
Guidi ·
Goesev ·
Hoffman ·
Høj ·
Jaksche ·
Julich ·
Luttenberger ·
Madsen ·
Michaelsen · 
Peron ·
Piil ·
Sandstød ·
Sastre ·
F. Schleck ·
Sciandri (tot 20/05) ·
Sørensen · 
Vandborg ·
Voigt ·
A. Schleck (stagiair) 
Arvesen ·
Bak ·
Basso ·
Blaudzun · 
Breschel ·
Bruun Eriksen ·
Calvente ·
Gerdemann ·
Guidi (tot 15/02) ·
Goesev ·
Hoffman (tot 15/07) ·
Johansen ·
Julich ·
Lombardi ·
Luttenberger ·
Michaelsen · 
Müller ·
Peron ·
Piil ·
Roberts ·
Sastre ·
A. Schleck ·
F. Schleck ·
N. Sørensen · 
Vandborg ·
Vande Velde ·
Voigt ·
Zabriskie ·
Klostergaard (stagiair) ·
C. A. Sørensen (stagiair) 
Aebersold · 
Botero · 
Clerc ·  
Elmiger · 
González (tot 15/09) ·   
Grabsch · 
Guidi · 
José Enrique Gutiérrez ·
José Ignacio Gutiérrez ·
Hunter · 
Jalabert ·
Landis · 
Martín ·
Moos · 
Murn · 
Nose ·  
Peña ·
Pereiro · 
Rapinski ·
Rast ·
Schnider · 
Tschopp · 
Urweider ·
Valjavec · 
Zampieri
Botero · 
Clerc ·  
Elmiger · 
Fernández ·
Grabsch · 
Guidi · 
José Enrique Gutiérrez ·
José Ignacio Gutiérrez ·
Hesjedal ·   
Hunter · 
Jalabert ·
Landis (tot 31/07) · 
Martín ·
McCarty · 
Merckx ·
Moerenhout · 
Moos ·
Morabito · 
Murn ·  
Peña ·
Rast ·
Schär · 
Stalder ·
Tschopp ·
Urweider (tot 15/04) · 
Vitoria · 
Zampieri
Arreitunandia ·
Augustyn ·
Bonomi ·
Caccia ·
Cárdenas ·
Cheula ·
Cox ·
Degano ·
Guidi ·
Hunter ·
Jefimkin ·
Lewis ·
Longo Borghini ·
Perry ·
Sabido ·
Siwtsow ·
Soler ·
Thomas ·
Corti (stagiair) ·
Swift (stagiair) ·
Rincón (stagiair) 